# Objet gonflable

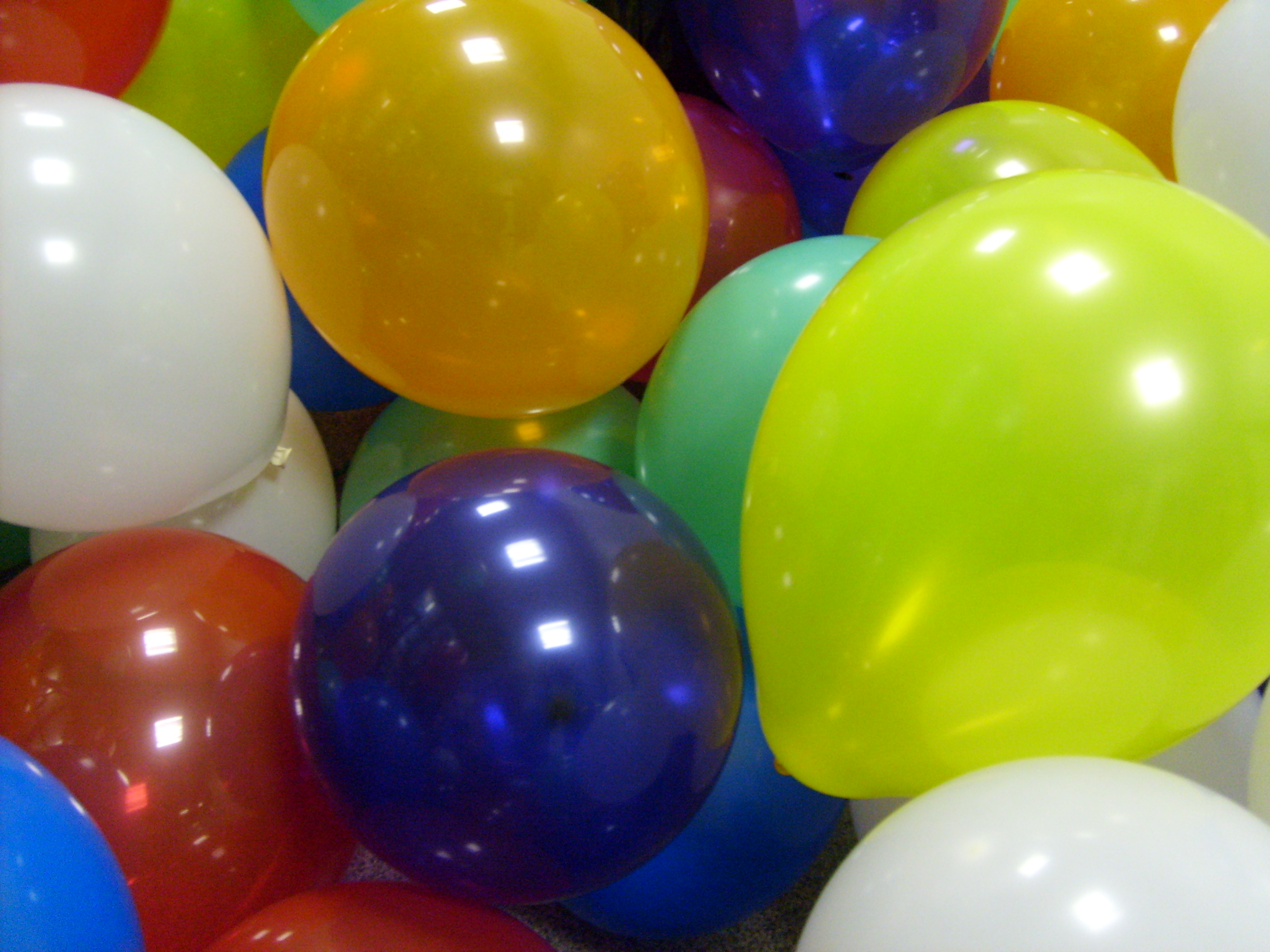
Les ballons de baudruche sont des objets gonflables.

Un objet gonflable est un objet étanche disposant de parois souples et d'une ouverture refermable (typiquement une valve), qui lui permettent d'accueillir un fluide sans qu'il s'échappe (un gaz — généralement de l'air, mais de l'hélium ou de l'azote peuvent aussi être utilisés — ou un liquide), de manière à augmenter son volume, et ainsi lui faire prendre son aspect normal. L'avantage d'un objet gonflable est qu'il occupe un espace plus faible lorsqu'il est dégonflé, et qu'il est donc plus facile à stocker.
Un objet gonflable est sensible aux chocs et aux objets saillants qui risquent de le percer, et donc de le rendre inutilisable puisqu'il n'est plus possible de le gonfler dans cet état. Il est toutefois possible dans certains cas de le réparer en obturant le trou au moyen d'une rustine.
Un objet gonflable peut être gonflé de diverses manières : l'ouverture peut être portée à la bouche pour y souffler l'air contenu dans les poumons, ou un dispositif tel qu'une pompe ou un compresseur peut être utilisé.
Par analogie, on regroupe aussi sous le nom d'objets gonflables certains dispositifs non-étanches, maintenus en expansion par un flot d'air continu. À ce titre, les danseurs-des-vents sont considérés comme des objets gonflables.

## Culture
En 2021, le Centre Pompidou-Metz dédie une exposition aux inventions gonflables, en tant qu'objet d'art, habitation, mobilier, moyen de locomotion ou même projet utopique.